# Adromischus fallax
Adromischus fallax és una espècie de planta suculenta del gènere Adromischus, que pertany a la família Crassulaceae.

## Taxonomia
Adromischus fallax Toelken va ser descrita per Helmut Richard Toelken i publicada a Bothalia 12(3): 387 (1978).